# Augusta-Klasse
Die Augusta-Klasse war eine Klasse von zwei Glattdeckkorvetten die in den 1860er-Jahren von der preußischen Marine erworben wurden. Die beiden Schiffe waren Augusta und Victoria. Die Schiffe waren nach der Ehefrau des preußischen Königs sowie nach der des Kronprinzen benannt. Die Korvetten der Klasse wurden im Zuge der Modernisierung der preußischen Marine von Frankreich erworben und sollten im Krieg gegen Dänemark sowie später auf ausgedehnten Einsatzfahrten in überseeischen Interessensgebieten Preußens und des deutschen Bundes Dienst tun. Die Hauptbewaffnung bestand aus einer Batterie von acht 24-Pfünder-Geschützen. Die Schiffe galten als moderne Dampfkorvetten und verfügten über eine vollständige Segelausrüstung, um die Dampfmaschine auf langen Einsatzfahrten in Übersee zu ergänzen. 1884 wurden die Schiffe in Kreuzerkorvetten umklassifiziert.

## Geschichte
Die Konföderierten Staaten hatten für den Einsatz im Sezessionskrieg bei L’Arman Frères in Bordeaux zwei Kriegsschiffe bestellt. Um dies zu verschleiern und um internationale Verwicklungen zu vermeiden, wurden die Schiffe unter den (scheinbar japanischen) Namen Yeddo und Osakka gebaut. Der tatsächliche Name der Yeddo wäre Mississippi gewesen, während die Osakka auf den Namen Louisiana getauft werden sollte. Um allerdings eine Verwicklung Frankreichs in den Krieg zu vermeiden, wurde die Ablieferung durch das persönliche Eingreifen Kaiser Napoleons III. unterbunden.
Als die Abgabe an den Auftraggeber nicht mehr möglich war, wurden die Schiffe während des Deutsch-Dänischen Krieges am 13. Mai 1864 vom Königreich Preußen zur Verstärkung ihrer Flotte angekauft. Die Yeddo wurde als Augusta, benannt nach Augusta von Sachsen-Weimar-Eisenach, und die Osakka als Victoria, benannt nach Victoria in Dienst gestellt. Die Augusta traf jedoch erst im Juli und die Victoria im September 1864 – und damit nach dem Kriegsende – in der Nordsee ein.
Die Schiffe sollten ursprünglich als Blockadebrecher eingesetzt werden, aber als sie in Dienst gestellt wurden, stellte sich heraus, dass sie zu langsam waren, um in dieser Funktion eingesetzt zu werden.
Im Deutschen Krieg 1866 wurden sie nicht eingesetzt, begannen aber danach eine Reihe von Einsätzen in Übersee, wo sie meiste Zeit im Dienst waren. Der Grund war, dass Ende der 1860er-Jahre die deutschen Handelsinteressen auf den überseeischen Märkten in Asien, Mittel- und Südamerika und im Pazifik expandierten, wobei gleichzeitig andere europäische Mächte begannen, deutsche Unternehmen von Aktivitäten in ihren überseeischen Interessensgebieten auszuschließen. Entsprechend entschied das Marinekommando, dass die Schiffe der Augusta-Klasse, die neben der technischen Innovation der Dampfkraft auch über traditionelle Segelanlagen mit entsprechend großem Aktionsradius verfügten, als sogenannte Stationäre zum Schutz deutscher Interessen und zur weiteren Machtprojektion, häufig auch im Sinne einer Kanonenbootpolitik, auf in Übersee eingerichteten Marinestationen einzusetzen.
Innerhalb dieser Rolle verursachte die Augusta 1868 einen kleinen diplomatischen Zwischenfall mit Costa Rica und den Vereinigten Staaten wegen des Versuchs, einen preußischen Marinestützpunkt in der Karibik zu sichern. Die Victoria schloss sich ihr später im Jahr dort an. Während des Deutsch-Französischen Krieges im Jahr 1871 wurde die Augusta im Kreuzerkrieg eingesetzt und hatte einige Erfolge vor der französischen Atlantikküste. Die Victoria wurde während des Krieges nicht eingesetzt. Beide Schiffe wurden Mitte und Ende der 1870er-Jahre weiter im Ausland verwendet, unter anderem in der Karibik, im Mittelmeer und im Pazifik.
In den frühen 1880er-Jahren wurden die Schiffe aus dem aktiven Dienst zurückgezogen. Die Victoria wurde 1882 außer Dienst gestellt und sollte Schulschiff werden. Die Marineführung entschied jedoch, dass sie die Aufgabe nicht angemessen ausführen konnte, weshalb sie in den restlichen 1880er-Jahren zeitweise als Fischereischutzschiff eingesetzt wurde. Im Jahr 1885 wurde die Augusta mit Ersatzmannschaften für andere deutsche Kriegsschiffe in den Südpazifik entsandt. Sie sank jedoch in einem Zyklon im Golf von Aden, wobei niemand an Bord überlebte. Die Victoria war bis 1890 im Dienst. Sie wurde 1891 aus dem Seeregister gestrichen und 1892 zum Abwracken verkauft.

## Eigenschaften
Augusta und Victoria waren an der Wasserlinie 75,2 m und über alles 81,5 m lang und hatten eine Breite von 11,1 m sowie einen Tiefgang von 5,03 m vorn und 5,62 m achtern. Die Konstruktionsverdrängung betrug 1827 t, bei voller Beladung verdrängten die Schiffe bis zu 2272 t. Die Schiffsrümpfe waren eine Holzkonstruktion, die mit Kupferplatten beschlagen war, um Biokorrosion bei den längeren Einsätzen in Übersee zu verhindern, wo Werftanlagen nicht ohne Weiteres verfügbar waren.
Die Schiffsbesatzung bestand aus 15 Offizieren und 215 Mannschaften. Beide Schiffe hatten eine Reihe von Beibooten von nicht näher aufgezeichneten Typen.

## Antrieb
Die Schiffe der Augusta-Klasse waren mit einer horizontalen 2-Zylinder-Schiffsdampfmaschine ausgestattet, die einen zweiflügeligen Propeller mit einem Durchmesser von 4,28 m antrieb. Dampf lieferten vier kohlebefeuerte Kessel, die von Mazeline in Le Havre hergestellt wurden. Die Abgase wurden mittschiffs in einen einzigen einziehbaren Schornstein geleitet. Bei ihrer Fertigstellung waren Augusta und Victoria mit einem Vollschiff-Rigg ausgestattet. Bei der Augusta wurde allerdings 1871 der Hauptmast entfernt und Victorias Rigg wurde 1879 auf das einer Bark reduziert.
Die Schiffe hatten eine geplante Geschwindigkeit von 12 Knoten (22 km/h) bei 400 kW Nennleistung. Bei Versuchen erreichten beide Schiffe jedoch eine Geschwindigkeit von 13,5 Knoten (25,0 km/h) bei einer induzierten Leistung von 1300 PS (1300 PS). Die Motorenleistung war insgesamt ungenügend, was die Schiffe nicht besonders schnell und damit insbesondere für ihre Rolle als Blockadebrecher ungeeignet machte. Sie hatten eine Bunkerkapazität für 340 t Kohle, was ihnen einen Reiseradius von 2600 Seemeilen (4600 km) bei einer Geschwindigkeit von 12 Knoten (22 km/h) ermöglichte.
Die Bauweise der Schiffe war wie auch die Manövrierfähigkeit unter Segeln ungenügend. Sie litten unter einer erheblichen Luv- und Leegierigkeit, neigten zum Stampfen und hatten eine starke Bugwelle. Unter Dampfkraft verbesserte sich die Manövrierfähigkeit erheblich. Die Steuerung erfolgte mittels eines Einzelruders.

## Bewaffnung
Die Schiffe der Augusta-Klasse waren mit einer Batterie von acht 24-Pfünder- und sechs 12-Pfünder-Kanonen bewaffnet, die alle Vorderlader waren. Nach 1872 wurden diese Waffen durch vier 15-cm-Ringkanonen der Kaliberlänge L/22, sechs 12-cm-Ringkanonen L/23 und eine einzelne 8-cm-L/23-Kanone ersetzt. Dies waren modernere Hinterlader. Für die 15-cm-Kanonen, die eine Reichweite von 5000 m hatten, wurden insgesamt 440 Granaten mitgeführt. Für die 12-cm-Kanonen mit einer maximalen Reichweite von 5900 m wurden 660 Schuss Munition an Bord mitgeführt. In der späteren Dienstzeit wurden dann noch sechs Hotchkiss-3,7-cm-Revolverkanonen installiert.

## Schiffe
| Schiff   | Ursprünglicher Name | Werft                    | Kiellegung | Stapellauf | Verkauf      |
| -------- | ------------------- | ------------------------ | ---------- | ---------- | ------------ |
| Augusta  | Yeddo               | L’Arman Frères, Bordeaux | 1863       | 1864       | 13. Mai 1864 |
| Victoria | Osaka               | L’Arman Frères, Bordeaux | 1863       | 1864       | 13. Mai 1864 |